# FS ALn 501
Die Triebwagen der Baureihen ALn 501 (Minuetto) sind dreiteilige Dieseltriebwagen aus der Alstom-Coradia-Meridian-Familie, von denen in den Jahren 2003 bis 2009 für die Ferrovie dello Stato (FS) 104 Stück und für die Trentino Trasporti 10 Stück gebaut wurden, die als MD-Tn bezeichnet werden.

## Ferrovie dello Stato (FS)
Die 104 Triebwagen der FS tragen die XMPR-Lackierung. Sie wurden Anfang der 2000er Jahre beschafft, um die älteren Triebwagen ALn 668 abzulösen. Die ALn 501 werden im Vorort-, Regional- und Interregioverkehr eingesetzt. Innerhalb von Trenitalia haben sie den offiziellen Spitznamen Minuetto. Der Name wurde durch einen Wettbewerb gewählt und ist wahrscheinlich dadurch inspiriert, dass die Fenster, die sich auf drei verschiedenen Höhen befinden, an eine Notenfolge in einer Partitur erinnern. Der Name ist eine Wortmarke und daher nur in den Zügen der Trenitalia und der Trentino Trasporti zu finden.

## Trentino Trasporti (TT)
Die zehn Triebwagen der Trentino Trasporti haben eine weiß und bordeauxfarbene Lackierung. Auf der Stirnseite ist das Logo von Trentino Trasporti, eine stilisierte Bärentatze angebracht, weshalb die Triebwagen bei der TT inoffiziell auch als Orsetto ‚Bärchen‘ bezeichnet werden. Sie werden hauptsächlich auf der nur teilweise elektrifizierten Bahnstrecke Trient–Venedig eingesetzt.

## Technik
Die beinahe 52 m langen Fahrzeuge bieten 23 Sitzplätze in der 1. Klasse und 98 Sitzplätze in der 2. Klasse an. Der Antrieb erfolgt auf die beiden Enddrehgestelle, während die beiden Jakobs-Drehgestelle ohne Antrieb sind. Jedes Triebdrehgestelle wird von einem Unterflur eingebauten Iveco-V8-Dieselmotor über ein hydraulische Kraftübertragung angetrieben.
Der Endwagen 1 tragen die Bauart-Bezeichnung ALn 501, der Mittelwagen Ln 220 und der Endwagen 2 wird als ALn 502 bezeichnet.